# Saliou Akadiri
Saliou Akadiri, né en 1950 à Issaba au Bénin, ancien ministre des Affaires étrangères du Bénin, ancien ambassadeur du Bénin près de la France est un homme politique et diplomate béninois.

## Biographie

### Enfance, éducation
Saliou Akadiri naît en 1950 à Issaba. Il étudie à Porto Novo et est titulaire d'une licence en droit à l'Université nationale du Bénin en 1976.

### Carrière politique
De 1976 à 1984, Akadiri est chef de la division africaine et européenne du ministère des Affaires étrangères. Il passe un an à Paris avant de revenir au ministère des affaires étrangères jusqu'en 1987, date à laquelle il est nommé au poste d'ambassadeur du Bénin en France. Akadiri a servi à l'Organisation internationale de la Francophonie de 1998 à 2006. Il devient ministre des Affaires étrangères du Bénin en 2015,.